# 黄有龙
黄有龙（1976年9月18日—），出生湖南邵陽，新加坡籍商人，演員趙薇前夫。

## 生平
黄有龙出生湖南佘田桥镇龙塘村，幼年随经商的父亲黄孝成移居武汉及广东，并受父亲影响对经商有了浓厚的兴趣，与家人一起经营酒店旅游业、国际餐饮、房地产、建材营销、汽车贸易、互联网商业、国际商贸、法国酒庄、矿业、有机蔬菜等行业，接手之后对各项业务进行改整，将家族财富进一步提升。其中知名度最大的属法国波尔多的梦陇酒庄（Chateau Monlot）。

## 個人生活
2000年，黃有龍與初戀女友生有一子黃益。2008年上半年，與港姐冠軍葉翠翠交往3個月。
2007年，經「氣功大師」王林介紹结识女演员赵薇。2008年12月，黄有龙与赵薇在深圳和新加坡注册结婚。赵薇於2010年在新加坡鹰阁医院剖腹产生下女儿。
2021年7月23日，黄有龙与赵薇秘密離婚。2024年12月28日，趙薇在微博宣布离婚。

## 爭議

### 巨額資產來源不明
在2008年和赵薇结婚前，黄有龙公開信息甚少，尤其是其鉅額資產來歷成迷。2017年11月黄有龙和赵薇夫婦遭罰5年禁入證券市場後，《人民日報》旗下「俠客島」指黄有龙「当过落马的前深圳市长许宗衡司机」，印證坊間流言其是許宗衡白手套，但黄有龙隨後微博回應，稱「我從沒有當過某個領導的『司機』」，強調自己是「窮苦出身」，並對連累妻子道歉，趙薇轉發支持。 另外，《中国经营报》旗下「等深线」在2017年刊出对黄有龙夫妇的系列调查报道，明确指出“黄有龙并不是许宗衡的司机”，但暗示其发家与前深圳市委书记黄丽满有关。

### 涉《天堂文件》
2017年，國際調查記者聯盟公布《天堂文件》，黃有龍及趙薇出現在名單之中。該文件顯示，2011年，黃有龍與雲頂香港及該公司掌舵人、大馬賭王林國泰一起投資蒙古礦產公司，涉資8000萬美元，但一直未公開披露。另外，2011年6月及7月間，黃有龍獲雲頂香港貸款，投資蒙古水泥，但黃有龍公司未能按時還款，連利息和逾期賠償，超過1000萬美元。林國泰在同年透過境外公司，出資逾7000萬美元，投資黃有龍的蒙古能源公司。

### 捲入肖建華案
2016年12月23日，万家集团与黃有龍、赵薇之龙薇传媒签订协议，龙薇传媒拟以30.6亿元的价格收购万家文化29.135%股权，实现入主。收购资金来源主要包括：一是龙薇传媒股东自有资金借款6000万元，二是从第三方借款15亿元，三是金融机构股票质押融资14.999亿元。在第三方借款者部分，则是肖建华“明天系”关联公司西藏银必信。2017年1月27日，肖建华从香港四季酒店被绑架带回内地。此后收购合约不断变更，龙薇传媒未获得银行融资，改为只收购5%甚至合约取消，且双方不追究违约责任。2017年11月，中国证监会调查指出龙薇传媒的资本运作存在“虚假记载、误导性陈述及重大遗漏”等问题，对黄有龙、赵薇、赵政给予警告，并分别处以30万元罚款對公司處以60萬人民幣罰款；对孔德永、黄有龙、赵薇分别采取5年证券市场禁入措施。鉴于赵薇夫妇与肖建华关系匪浅，该处罚被认为是向“明天系”开刀的讯号。
2024年7月《紐約時報》調查報導顯示，黃有龍、赵薇是肖建華投資馬雲公司的代理人。黃有龍、赵薇利用肖建華提供的約4億美元，獲得了阿里巴巴影業9%的股份。此外，肖建華的一名員工是某基金的最大單一投資者，該基金由馬雲的朋友及其親屬組成，其中包括趙薇的母親。該基金由雲鋒金融管理，是螞蟻金服的最大股東之一。

### 捲入孫力軍案
2021年3月，廣東省東莞市檢察機構透過國際刑警向黃有龍發出紅色通緝令，指控他參與2019年的「團貸網」案，涉嫌非法吸收公眾存款和洗錢。3月22日，黃有龍從冰島雷克雅未克機場，乘搭私人飛機飛往法國波爾多，降落時被捕，隨後收到馬雲在內多人勸他返回中國的電話。黃有龍在法國出庭時聲稱，中國當局要求他回國是為協助調查中國公安部前副部長孫力軍案，而其與孫力軍的唯一聯繫，是2018年孫力軍請黃有龍投資約500萬美元於一間保安公司。2021年5月14日，中國駐巴黎大使館向法國外交部提交正式引渡請求。2021年7月，波爾多上訴法院駁回了中國對黃有龍的引渡請求，指黃有龍提供的通話錄音傾向表明，引渡請求的依據不是黃本人被指控的刑事犯罪，而是中國政府為獲得其指認孫力軍的證詞。8月，趙薇遭到中國封殺。數月後，國際刑警刪除黃有龍的紅色通緝令，但判定組織本身並無過失，否認遭中國政府滲透用於打壓異己。